# Alcea talassica
Alcea talassica är en malvaväxtart som beskrevs av Ljin. Alcea talassica ingår i släktet stockrosor, och familjen malvaväxter. Inga underarter finns listade i Catalogue of Life.